# Francisco D'Alessandri
Francisco Obdulio D'Alessandri (21 de junio de 1930-7 de abril de 2018) fue un jinete argentino que compitió en la modalidad de doma. Ganó una medalla de plata en los Juegos Panamericanos de 1963, en la prueba individual.

## Palmarés internacional
| Juegos Panamericanos | Juegos Panamericanos | Juegos Panamericanos | Juegos Panamericanos |
| Año                  | Lugar                | Medalla              | Categoría            |
| -------------------- | -------------------- | -------------------- | -------------------- |
| 1963                 | São Paulo (Brasil)   | Medalla de plata     | Individual           |